# Comuna Ptahivka, Skadovsk
Ptahivka (în ucraineană Птахівка) este o comună în raionul Skadovsk, regiunea Herson, Ucraina, formată din satele Hatkî, Malooleksandrivka, Mîkolaivka și Ptahivka (reședința).

## Demografie
Componența lingvistică a comunei Ptahivka
     Ucraineană (91,25%)
     Rusă (7,28%)
     Alte limbi (0,06%)
Conform recensământului din 2001, majoritatea populației comunei Ptahivka era vorbitoare de ucraineană (91,25%), existând în minoritate și vorbitori de rusă (7,28%).